# توماس باتلر كينغ
توماس باتلر كينغ (بالإنجليزية: Thomas Butler King)‏ هو محامي وسياسي أمريكي، ولد في 27 أغسطس 1800 في بالمر في الولايات المتحدة، وتوفي في 10 مايو 1864 في Waresboro, Georgia ‏ في الولايات المتحدة. نشط حزبياً في حزب اليمين. وقد انتخب عضو مجلس النواب الأمريكي.